# Alelimma apidanusalis
Alelimma apidanusalis là một loài bướm đêm trong họ Erebidae.